# Kronenbourg Open

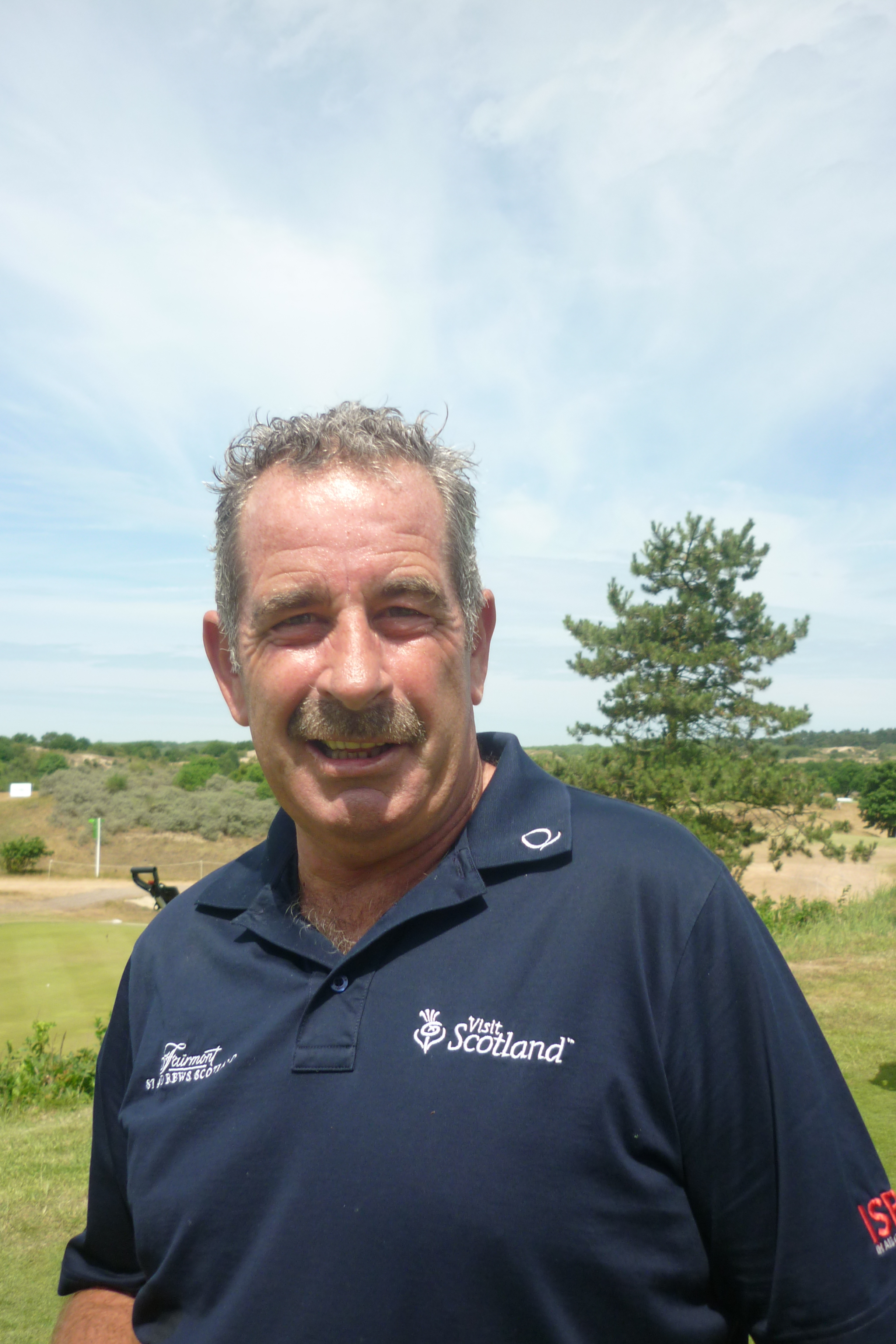
Sam Torrance

Het Kronenbourg Open was een golftoernooi van de Europese PGA Tour.
Het Kronenbourg Open werd in maart 1992 gespeeld op GardaGolf in de buurt van Verona, Sam Torrance won het toernooi met een score van −4, daarmee eindigde hij met één slag voor zijn landgenoot Mike Miller.
Dit toernooi was een van de twaalf eenmalige toernooien van de Europese PGA Tour in haar bijna veertigjarig bestaan.